# Эспиноса, Хуан Хавьер
Хуан Мануэль Франсиско Хавьер Эспиноса-и-Эспиноса де лос Мантерос (исп. José Manuel Francisco Javier Espinosa y Espinosa de los Monteros; 2 декабря 1815, Кито — 4 сентября 1870, Кито) — эквадорский юрист, политический деятель, президент Эквадора c 20 января 1868 по 19 января 1869 года.

## Биография
Родился в семье известного адвоката. Учился у доминиканцев, окончил Центральный университет Эквадора, в 1838 году получил диплом юриста. После мартовской революции 1845 года служил чиновником в министерстве, был секретарём Постоянной комиссии по законодательству.
Поддержал Хосе Мария Урбина при избрании того президентом Эквадора. В 1852 г. получил назначение на пост министра внутренних дел, в течение нескольких месяцев исполнял обязанности руководителя Министерства иностранных дел страны.
В 1861 г. работал в Высшем суде Гуаякиля. В 1865 — прокурор Верховного суда.
20 января 1868 года был избран 12-м президентом Эквадора.
В августе того же года произошло самое разрушительное из 24 землетрясений, зарегистрированных в Эквадоре с 1541 года. Тогда погибли от 15 до 20 тысяч жителей, более 50 тысяч остались без крова над головой. Непрекращающиеся дожди, отсутствие соли из-за разрушения путей сообщения, факты мародерства, вооруженные ограбления и неспособность губернаторов ряда провинции навести порядок, увеличили ужас произошедшего катаклизма.
Президент Хуан Хавьер Эспиноса не смог решить массу проблем, связанных в трагедией, и в январе следующего года был переизбран.